# کالیپسو مدیا
کالیپسو مدیا (انگلیسی: Kalypso Media) شرکت بازی ویدئویی آلمانی است، که در سال ۲۰۰۶ تأسیس شد.